# Вечерното шоу на Азис
Вечерното шоу на Азис е телевизионно предаване, излъчвано първо по TV2, после по телевизия PRO.BG.

## История
Първият епизод на предаването е излъчен на 26 ноември 2007 г. Предаването има развлекателен характер и фолк изпълнителят се превъплатява в образ на дама. Певецът Азис води предаването, а актрисата Катерина Евро също участва като второстепенен водещ. В предаването музикалния изпълнител има балет и бенд. Гости на предаването са музикални изпълнители и лица от шоубизнеса. Вечерното шоу на Азис е свалено от ефир през 2010 година поради намален бюджет.